# Ромб
Ромб је у геометрији четвороугао из класе паралелограма коме су све странице једнаких дужина. Карактерише га произвољна величина угла између две његове стране, која може да варира у реалном интервалу (0,π). Специјалан случај ромба коме су странице нормалне једна на другу је квадрат.
Ромб се често назива „дијамант“, по дијаманатима шпила карта за играње где један од симбола подсећа на пројекцију октаедарског дијаманта или ромб, иако се дијамант понекад посебно односи на ромб са углом од 60° (који неки аутори називају калисон по француском слаткишу &ndash види и полиамонд), а ово друго се понекад односи на ромб са углом од 45°.

## Формуле
| Висина                       | {\displaystyle h=a\sin \alpha =a\sin \beta } {\displaystyle h={\frac {d_{1}d_{2}}{2a}}}                                                                   |
| Обим                         | {\displaystyle O=4a} |
| Површина                     | {\displaystyle P=ah={\frac {1}{2}}d_{1}d_{2}} |
| Дијагонале                   | {\displaystyle d_{1}=2a\sin {\frac {\beta }{2}}=2a\cos {\frac {\alpha }{2}}} {\displaystyle d_{2}=2a\sin {\frac {\alpha }{2}}=2a\cos {\frac {\beta }{2}}} |
| Полупречник уписане кружнице | {\displaystyle \rho \,=\,{\frac {1}{2}}\cdot a\cdot \sin \alpha }                                                                                         |

### Углови
Из једнакости страна следи да су наспрамни углови ромба једнаки, што значи да постоје само две различите величине углова између страна ромба: α и β.
{\displaystyle \angle BAD=\angle DCB,\;\;\angle CBA=\angle ADC}
Са друге стране правило о збиру углова у четвороуглу једнозначно одређује вредност величине другог угла, уколико је први познат, те је ромб одређен само са дужином странице и једним углом:
{\displaystyle \alpha +\beta +\alpha +\beta =2(\alpha +\beta )=360^{\circ }}
{\displaystyle \alpha +\beta =180^{\circ }}
Углови између дијагонала ромба су прави тј. једнаки 90°.

## Етимологија
Реч „ромб” долази од стгрч. ῥόμβος, што значи нешто што се окреће, што потиче од глагола ῥέμβω, романизованог: rhémbō, што значи „окретати се у круг“. Реч су користили и Еуклид и Архимед, који су користили термин „правоугани ромб“ за биконус, два десна кружна конуса који деле заједничку основу.
Површина која се данас назива ромб је попречни пресек биконуса на равни кроз врхове два конуса.

## Карактеризације
Једноставан четвороугао (код ког нема самопресецања) је ромб ако и само ако важи једно од следећег:
- паралелограм у коме дијагонала дели унутрашњи угао на пола
- паралелограм у коме су најмање две узастопне странице једнаке по дужини
- паралелограм у коме су дијагонале окомите (ортодијагонални паралелограм)
- четвороугао са четири странице једнаке дужине (по дефиницији)
- четвороугао у коме су дијагонале нормалне и деле једна другу половину
- четвороугао у коме свака дијагонала дели два супротна унутрашња угла
- четвороугао ABCD који има тачку P у својој равни тако да су четири троугла ABP, BCP, CDP, и DAP сви подударни[9]
- четвороугао ABCD у коме уписане кружнице у троугловима ABC, BCD, CDA и DAB имају заједничку тачку.[10]

## Основна својства
Сваки ромб има две дијагонале које спајају парове супротних темена и два пара паралелних страница. Користећи подударне троуглове, може се доказати да је ромб симетричан преко сваке од ових дијагонала. Из тога следи да било који ромб има следећа својства:
- Супротни углови ромба имају једнаку меру.
- Две дијагонале ромба су нормалне; односно ромб је ортодијагонални четвороугао.
- Његове дијагонале секу супротне углове.

Прво својство имплицира да је сваки ромб паралелограм. Ромб стога има сва својства паралелограма: на пример, супротне стране су паралелне; суседни углови су допунски; две дијагонале секу једна другу; било која линија која пролази кроз средину дели област на пола; а збир квадрата страница једнак је збиру квадрата дијагонала (закон паралелограма). Стога се означава заједничка страна као a, а дијагонале као p и q, у сваком ромбу
{\displaystyle \displaystyle 4a^{2}=p^{2}+q^{2}.}
Није сваки паралелограм ромб, иако је сваки паралелограм са нормалним дијагоналама (друго својство) ромб. Генерално, сваки четвороугао са нормалним дијагоналама, од којих је једна линија симетрије, је змај. Сваки ромб је змај, а сваки четвороугао који је и змај и паралелограм је ромб.
Ромб је тангенцијални четвороугао. То јест, има уписан круг који је тангентан на све четири стране.

## Дијагонале
Дужина дијагонала p = AC и q = BD може се изразити преко стране ромба a и једног теменог угла a као
{\displaystyle p=a{\sqrt {2+2\cos {\alpha }}}}
и
{\displaystyle q=a{\sqrt {2-2\cos {\alpha }}}.}
Ове формуле су директна последица закона косинуса.

## Уписани полупречник
Инрадијус (полупречник круга уписаног у ромб), означен са r, може се изразити дијагоналамаp и q као
{\displaystyle r={\frac {p\cdot q}{2{\sqrt {p^{2}+q^{2}}}}},}
или у смислу дужине странице a и било ког вршног угла α или β ас
{\displaystyle r={\frac {a\sin \alpha }{2}}={\frac {a\sin \beta }{2}}.}

## Површина
Као и за све паралелограме, површина K ромба је производ његове основе и висине (h). Основа је једноставно било која дужина странице a:
{\displaystyle K=a\cdot h.}
Површина се такође може изразити као база на квадрат пута синус било ког угла:
{\displaystyle K=a^{2}\cdot \sin \alpha =a^{2}\cdot \sin \beta ,}
или у смислу висине и теменог угла:
{\displaystyle K={\frac {h^{2}}{\sin \alpha }},}
или као половина производа дијагонала p, q:
{\displaystyle K={\frac {p\cdot q}{2}},}
или као полупериметар пута полупречник круга уписаног у ромб (инрадијус):
{\displaystyle K=2a\cdot r.}
Други начин, који је заједнички са паралелограмима, је да се две суседне странице сматрају векторима, формирајући бивектор, те је површина величина бивектора (величина векторског производа два вектора), која је детерминанта два вектора Декартовске координате вектора: K = x1y2 – x2y1.

## Декартова једначина
Странице ромба са центром у координатном почетку, са дијагоналама које падају на осе, састоје се од свих тачака (x, y) које задовољавају
{\displaystyle \left|{\frac {x}{a}}\right|\!+\left|{\frac {y}{b}}\right|\!=1.}
Темена су у {\displaystyle (\pm a,0)} и {\displaystyle (0,\pm b).} Ово је посебан случај суперелипсе, са експонентом 1.

## Остала својства
- Један од пет типова 2Д решетке је ромбична решетка, која се такође назива центрирана правоугаона решетка.
- Идентични ромби могу поплочити 2Д раван на три различита начина, укључујући, за ромб од 60°, ромбно поплочавање.

| Као тополошко квадратно поплочавање | Као тополошко квадратно поплочавање | Као ромбно поплочавање са 30-60 степени |
| ----------------------------------- | ----------------------------------- | --------------------------------------- |
|                                     |                                     |                                         |

- Тродимензионални аналози ромба укључују бипирамиду и биконус.
- Неколико полиедара има ромбна лица, као што су ромбни додекаедар и трапезо-ромбни додекаедар.

| Изоедарски полиедри | Изоедарски полиедри      | Неизоедарски полиедри    | Неизоедарски полиедри | Неизоедарски полиедри |
| Идентични ромбови   | Идентични златни ромбови | Идентични златни ромбови | Два типа ромба        | Три типа ромба        |
| ------------------- | ------------------------ | ------------------------ | --------------------- | --------------------- |
|                     |                          |                          |                       |                       |
| Ромбни додекаедар   | Ромбни триакотаедар      | Ромбни икосаедар         | Ромбни енеаконтаедар  | Ромбоедар             |